# Вито Маноне
Вито Маноне (на италиански: Vito Mannone) е италиански футболен вратар, който играе за Лил.

## Клубна кариера

### Началото
Маноне се присъединява към Арсенал през лятото на 2005 г. прави своя дебют за Арсенал на 16 юли 2005 г. в приятелска среща с Барнет, завършила 4 – 1 в полза на Арсенал.

### Под наем в Барнзли
На 18 август 2006 г. Маноне е изпратен за три месеца под наем в Барнзли, където се очаква да се бори с Ник Колгън за титулярно място. Дебюта му с екипа на Барнзли идва в лош момент за клуба, а именно в гостуване над Престън, в което Колгън получава контузия и бива сменен с Маноне. В следващия мач за клуба срещу Лутън, Маноне допуска късен гол на Ахмед Бркович и така Барнзли губят мача.

### Завръщане в Арсенал
След коленна травма на 23 октомври 2006 г. Маноне се завръща в Арсенал да се лекува. Почти бе сигурно, че през януари 2007 г. ще подпише с шотландския Инвърнес Каледониън, но сделката пропада, тъй като те не гарантирали титулярното място в отбора. През лятото на 2007 г. Маноне бе свързан и с преминаване под наем в новака на Шотландската Висша лига Гретна, но и тази сделка пропада.
В турнира за Карлинг Къп 2007 – 2008, Маноне е резерва на Лукаш Фабиански. Въпреки това той не записва нито един мач. На 19 декември 2007 г. Маноне подписва нов дългосрочен договор с Арсенал. На 19 април 2008 г. Маноне е поставен на пейката в мач с Рединг за първенството, но той така и не записва участие в мача.
След напускането на Йенс Леман, Маноне става трети вратар, след Алмуния и Фабиански. Той сменя номера на фланелката от 40 на 24 (предишния и собственик бе Алмуния, но след напускането на Леман получава №1). На 19 юли 2008 г. изиграва втората половина на приятелската среща с Барнет. Мачът завършва 2 – 1 през първото полувреме, а той запазва мрежата чиста през второто.